# Borja Navarro
Borja Navarro Landáburu (n. 13 mai 1988, Puçol, Comunitatea Valenciană), cunoscut ca Borja Navarro, este un fotbalist spaniol, care evoluează pe postul de fundaș central la clubul din țara sa natală, Peña Deportiva.

## Carieră
Născut în Puçol, Comunitatea Valenciană, Navarro a absolvit academia Valenciei, dar și-a făcut debutul la echipa din localitatea unde s-a născut, UD Puçol, în Tercera División. Pe 29 ianuarie 2009 s-a întors la Che, fiind adus la echipa a doua a Valenciei în Segunda División B. Deși era titular de obicei, echipa sa a retrogradat în sezonul 2009-2010.
Pe 28 iulie 2011, Navarro semnează cu o altă echipă secundă, Real Betis B, de asemenea în a treia divizie; a retrogradat din nou în sezonul 2013-2014, transferându-se în străinătate în ianuarie 2014, la echipa din Liga I, Săgeata Năvodari.. După ce echipa sa a retrogradat din nou, Navarro se întoarce în Spania, unde semnează un contract în 2015 cu Peña Deportiva.